# Tetraponera lemoulti
Tetraponera lemoulti är en myrart som först beskrevs av Santschi 1920.  Tetraponera lemoulti ingår i släktet Tetraponera och familjen myror. Inga underarter finns listade i Catalogue of Life.